# Green Monday
Green Monday集團是一家屢獲殊榮的多元化社會企業，透過推動素食低碳生活，致力於延緩地球暖化、解決糧食危機、公共健康及動物福利問題。 在2012年世界地球日於香港成立，其使命是 “Make Change Happen, Make Green Common”，通過簡單易行的創新方案，提升全球低碳飲食意識。 Green Monday一直推廣每週最少一天素食的概念，動員廣泛社會共同構建一個可持續的全球未來糧食系統。2020年香港素食人口已提升至34%，即有超過250萬人加入Green Monday行動，邁向綠色經濟。現已擴展至全球30多個地區，包括中國大陸，新加坡，台灣，泰國和英國。
Green Monday旗下分別有食品科技、銷售業務、創效投資及素食推廣的部分。Green Monday Holdings包括Green Common和OmniFoods：Green Common主力素食零售、分銷和餐飲業務，其銷售網絡遍佈全球10多個地區； OmniFoods是一家食品科研公司，其加拿大食物科研團隊研發出的植物肉產品包括近年炙手可熱的新豬肉、新餐肉和新肉絲。Green Monday Ventures專注創效投資，支持全球植物肉和肉類代替品業務的發展。 Green Monday Foundation 與世界各地的學校、餐廳和企業合作，促進素食生活融入大眾日常。
《財富Fortune》雜誌剛公布2020年度「改變世界」企業榜單，Green Monday集團榮登榜上第32位。集團曾獲得的其他獎項殊榮包括由PETA亞洲善待動物組織頒發的「2019年度愛心企業」獎 、世界自然基金會香港分會的「可持續餐飲影響力大獎」、2018年由Roddenberry Foundation頒發的Roddenberry Prize大獎，以及2014年獲Fast Company雜誌評為「中國五十大最佳創新公司之一」。  
Green Monday集團創辦人及行政總裁楊大偉在2020年榮膺安永中國的「安永企業家獎2020中國」香港/澳門地區大獎，同時贏得消费品和零售組別冠軍。 楊於2018年獲得世界經濟論壇施瓦布基金會頒發「年度社會企業家」大獎。其他榮譽包括Ashoka Fellow及國泰航空公司的「2020 國泰領航者」。
Green Monday在2020年宣佈完成7000萬美元融資，領投方為TPG旗下睿思基金（The Rise Fund）和太古股份有限公司（Swire Pacific Limited）。該輪融資創下了亞洲植物性食品行業單筆融資之最，參與方還包括CPT資本（CPT Capital）、富瑞集團（Jefferies Group）及信和集團的黃氏家族信託基金（Ng Family Trust）、演藝名人王力宏、著名公益組織Room To Read創辦人及影響力投資者John Wood等。

## 餐廳伙伴計劃及綠色企業方案
非牟利素食推廣項目包括餐廳伙伴計劃及綠色企業方案。2019年在香港有幾千多間食肆參與餐廳伙伴計劃，與Green Monday合作增加素食餐單，為大眾帶來更健康的飲食選擇。 餐廳計劃發展至台灣、新加坡及泰國等海外地區, 到目前已有過千間餐廳參與其中。 Green Monday也重點向各大企業提供綠色企業方案，透過健康講座、工作坊和各種教育活動，協助企業員工了解綠色產業的新趨勢，以及如何實踐低碳綠色生活。 Green Monday過去在香港和海外地區的企業合作單位包括HSBC滙豐銀行、UBS瑞銀投資銀行、Black Rock貝萊德、Google香港、Facebook新加坡、MGM澳門美高梅、Sands金沙中國和Foodpanda。 2018年金沙中國與Green Monday聯合推出有「營」星期一，在旗下各物業的員工餐廳為逾28,000名員工提供多款素食選擇。 該合作活動促進員工提高環保意識，鼓勵培養健康綠色飲食習慣，同時協助金沙中國減少碳足跡，實踐其可持續發展項目對環保的承諾。

## 無綠不歡校園計劃
Green Monday無綠不歡校園計劃啟發學生成為全球綠色公民，作出有意識的食物選擇。 僅在香港，就有多於800所學校、約60萬名學生承諾實踐綠色星期一。 該計劃與18家餐飲供應商合作，為學校夥伴提供素食午餐選擇。  與學校和非牟利組織合作舉辦講座、工作坊和展覽，以推廣可持續和健康生活。與香港衛生署合作出版了第一本素食兒童食譜，提高公眾對素食好處的意識。 香港中文大學在2018年與Green Monday合作，開辦香港首個研究素食運動的學分課程，主題涉及畜牧業、氣候變化、素食營養、疾病預防和動物福利。 學校計劃現已擴展到全球30多個地區，合作夥伴包括哥倫比亞大學、清華大學和新加坡國立大學。

## 香港國際機場推廣Green Monday
2013年10月16日世界糧食日，香港國際機場宣佈聯同Green Monday在機場推廣「無綠不歡星期一」運動，共有60間機場的食肆及貴賓室響應運動，在每個星期一甚至每天供應素食餐單，成為全球首個全力支持及推廣Green Monday綠色飲食文化的機場，與業務夥伴合作為旅客提供健康素食餐單。 2014年12月起，雙方更合作推出香港機場食評博客「Green Foodie @ HKIA」，每個月向大家介紹及推薦機場內提供素食料理的餐廳。

## 昔日綠色生活推廣計劃
Green Monday過去成功的推廣項目包括與香港賽馬會合辦的「綠在家中GIY」計劃，將美食博客和公眾聚在一起，通過菜譜庫、YouTube教學、烹飪比賽和博客聚會來促進在家綠色煮食。 Green Luck 無綠不歡飲宴與惜食組織、餐飲服務商和護鯊保護組織合作，幫助重新分配飲宴上過多的食物，並促進環保婚宴文化。

## 國際發展
2014年，向國際發展，先後在中國北京清華大學、美國哥倫比亞大學等進行推廣；美國駐港領事館、義大利商會及美國Humane Society同為Green Monday 的國際合作夥伴。2014年開始向國際發展，屬於非牟利推廣項目的Green Monday校園計劃至今已擴展至30多個國家。餐廳夥伴計劃則在台灣、新加坡和泰國等地有逾千間食肆參與。 Green Common在中國大陸、台灣、新加坡和泰國等地先後拓展植物性產品銷售業務，其中Omnipork新豬肉產品吸引了廣泛國際媒體報導，當中包括CNN、CNBC、彭博及福布斯。 香港著名歌手謝安琪是Green Monday 的Chief Kindness Officer，以其影響力向大眾宣傳可持續的素食生活態度。 金馬獎影后林嘉欣在2019年宣佈出任Green Monday大中華區大使，積極推動綠色飲食潮流。 國際知名攝影師、「披頭四」保羅麥卡尼的女兒瑪莉麥卡尼(Mary McCartney) 現任Green Monday顧問和創效投資者。